# Референдум у Ліхтенштейні (1952)
14 грудня 1952 року в Ліхтенштейні було проведено референдум про введення страхування для літніх і незаможних громадян. Пропозиція була схвалена 53,5 % виборців.

## Результати референдуму
| Варіант                  | Голосів | %    |
| ------------------------ | ------- | ---- |
| За                       | 1574    | 53,5 |
| Проти                    | 1366    | 46,5 |
| Недійсних бюлетенів      | 111     | —    |
| Усього                   | 3051    | 100  |
| Число виборців/явка      | 3379    | 90,3 |
| Джерело: Nohlen & Stöver |         |      |